# برنیکا تومزیا
برنیکا تومزیا (انگلیسی: Berenika Tomsia؛ زادهٔ ۱۸ مارس ۱۹۸۸) بازیکن والیبال اهل لهستان است.